# Clupeichthys
Clupeichthys is een geslacht van straalvinnige vissen uit de familie van de haringen (Clupeidae).

## Soorten
- Clupeichthys aesarnensis Wongratana, 1983
- Clupeichthys bleekeri (Hardenberg, 1936)
- Clupeichthys goniognathus Bleeker, 1855
- Clupeichthys perakensis (Herre, 1936)